# IMT-2020
IMT-2020 (International Mobile Telecommunications-2020) は、2015年に5Gネットワーク、デバイス、およびサービスに関して国際電気通信連合 (ITU) のITU Radiocommunication Sector (ITU-R) によって発行された標準仕様である。
この標準全体は2020年に完成したが、一部は2017年11月に採用されている。要件の公開後、 3GPPなどの無線アクセステクノロジの開発者は、これらの要件を満たすべく、3GPPは、5G NR 、 LTE-M 、およびNB-IoTを開発している。

## 必要条件
IMT-2020の要件を次に述べる。これらの要件は、IMT-2020の候補が達成する可能性のある機能であって、達成が義務づけられたり、同時に達成することを求めるものではない。 
| 能力                                           | 説明                                                                       | 5G要件                | 使用シナリオ |
| ---------------------------------------------- | -------------------------------------------------------------------------- | --------------------- | ------------ |
| ダウンリンクの限界データレート                 |                                                                            | 20ギガビット/秒       | eMBB         |
| アップリンクの限界データ転送速度               | 10ギガビット/秒                                                            | eMBB                  |              |
| ユーザーが体験するダウンリンクのデータ転送速度 | 密集した都市のテスト環境でのデータ転送速度の95％                           | 100メガビット/秒      | eMBB         |
| ユーザーが体験するアップリンクのデータ転送速度 | 密集した都市のテスト環境でのデータ転送速度の95％                           | 50メガビット/秒       | eMBB         |
| 待ち時間                                       | パケット移動時間に対する無線ネットワークの寄与分                           | 4ミリ秒               | eMBB         |
| 待ち時間                                       | パケット移動時間に対する無線ネットワークの寄与分                           | 1ミリ秒               | URLLC        |
| 移動度                                         | ハンドオーバーおよびQoS要件の最大速度                                      | 500 km / h            | eMBB / URLLC |
| 接続密度                                       | 単位面積あたりのデバイスの総数                                             | 10 6 / km 2           | mMTC         |
| エネルギー効率                                 | （デバイスまたはネットワークごとの）単位エネルギー消費あたりの送受信データ | 4Gと等しい            | eMBB         |
| 面積あたりの転送容量                           | 担当面積全体での総転送量                                                   | 10 Mbps / m 2         | eMBB         |
| ダウンリンクの限界スペクトル効率               | 単位無線帯域幅およびネットワークセルごとのスループット                     | 30ビット/セクター/ Hz | eMBB         |

## 参考
1. ↑  “ITU defines vision and roadmap for 5G mobile development”. www.itu.int. 2019年9月16日閲覧。
2. ↑  “What Is IMT-2020?”. SDxCentral. 2019年9月16日閲覧。
3. ↑  “Minimum requirements related to technical performance for IMT-2020 radio interface(s)”.  ITU (2017年11月). 2019年9月16日閲覧。
4. ↑  “LTE-M and NB-IoT meet the 5G performance requirements”.  ITU (2018年12月9日). 2019年9月16日閲覧。
5. ↑  “Minimum requirements related to technical performance for IMT-2020 radio interface(s)”.  ITU (2017年11月). 2019年9月16日閲覧。